# Fernand Lechanteur
Gires-Ganne
Fernand Léon Auguste Lechanteur, dit Gires-Ganne, né le 20 juin 1910 à Agon-Coutainville où il est mort le 7 mai 1971, est un poète et écrivain normand.

## Vie et travaux
Linguiste et ethnologue de formation, professeur d'allemand (agrégé en 1939), proviseur du lycée Le Verrier de Saint-Lô, puis du lycée Malherbe de Caen, Fernand Lechanteur a écrit une œuvre imposante en normand, langue en faveur de laquelle il ne cessa de militer et dont il mit au point l'orthographe actuelle, en s'inspirant de Georges Métivier.
Il est le fondateur, avec notamment André Louis, de l'association et de la revue Parlers et traditions populaires de Normandie (1968),  et l'auteur entre autres du Billet de Gilles (chroniques signées Maître Gire, dans L'Écho de la Manche 1948-1949), La Normandie traditionnelle (rassemblement des chroniques publiées dans La Presse de la Manche de 1953 à 1961, édité en 1983). Il écrit Det Skandinaviske Normandie (« La Normandie scandinave », dans le quotidien Samtiden, Oslo 1948), et Es set vents du Cotentin (1972), offre environ six articles à Terre normande (revue créée en 1946 par Raymond Lelièvre). Il participe également à la revue Le Mois à Caen.
Il signe également Maître Gire (nom d'un aïeul tisserand), Björn af Hringefirði (« l'Ours du Mont-Saint-Michel »), Samuel (du norrois Samval : « choix »), S.T. ou H.T. (Samuel ou Hague Trancheleu, jeu de mots entre la Hague et Hagi : « briser, hacher, taillader »).
Deux de ses textes, Manoun des Hâots-Vents et Es set vents, ont été mis en musique par l'association Magène en 1989 et 1994.
Il est enterré à Agon-Coutainville. Un monument à sa mémoire, de 32 pierres levées en granit, agencé en forme d'esnèque, gravées notamment en Fuþark et simili-runes, est inauguré le 9 mai 1976, à la Mielle de la pointe d'Agon.
La salle polyvalente du lycée Malherbe - dont il a été le proviseur - porte son nom depuis le 14 juin 1982.
En son hommage, un collège de Caen, construit dans les années 1970 dans le quartier de La Pierre-Heuzé, a reçu le nom de  Fernand-Lechanteur. 

## Œuvres
- Es Set Vents du Cotentin : œuvre poétique de Fernand Lechanteur, Éd. André Louis, Coutances, OCEP, 1972
- La Littérature patoisante, Saint-Pierre-de-Salerne, Brionne, Monfort, 1984
- La Normandie traditionnelle, Coutances, OCEP, 1983, 1953
- Pour un usage correct des noms de nos communes [françaises, surtout normandes], Saint-Lô, [S.n.] 1960
- Préface de Zabeth ; roman en langue normande par André Louis, Coutances, OCEP, 1969